# Muldoanich
Muldoanich est une île inhabitée du Royaume-Uni située en Écosse, au sud des Hébrides extérieures.